# Raning
Raning est une ancienne  commune autrichienne du district de Südoststeiermark en Styrie.
Le premier janvier 2015 elle fut intégrée à la municipalité de Gnas.